# Karaoke (película)
Karaoke (en hebreo, קריוקי) es una película de comedia dramática israelí de 2022 escrita y dirigida por Moshe Rosenthal en su debut como director. La cinta fue protagonizada por Sasson Gabai, Rita Shukron y Lior Ashkenazi, acompañados por Aryeh Cherner, Kobi Faraj, Alma Dishi y Timur Cohen.

## Sinopsis
Meir y Tova, una pareja de mediana edad, viven en una de las torres de un nuevo barrio en Jolón. Se sienten atrapados en una rutina somnolienta y que están desperdiciando su vida. Pero cuando Itzik, un agente de modelos proveniente de Miami, aparece en sus vidas, todo cambia de repente.

## Reparto
Los actores que participaron en esta película son:
- Sasson Gabai como Meir
- Rita Shukron como Tova
- Lior Ashkenazi como Itzik
- Aryeh Cherner
- Kobi Faraj
- Alma Dishi
- Timur Cohen

## Lanzamiento
Karaoke tuvo su estreno mundial el 10 de junio de 2022 en el Festival de Cine de Tribeca. Se estrenó comercialmente el 29 de septiembre de 2022 en cines israelíes.

## Recepción

### Recepción crítica
En el sitio web del agregador de reseñas Rotten Tomatoes, el 86% de las 7 reseñas de los críticos son positivas, con una calificación promedio de 6.3/10.

### Premios y nominaciones
| Año  | Premio / Festival             | Categoría                                           | Recipiente                     | Resultado | Ref.                 |
| ---- | ----------------------------- | --------------------------------------------------- | ------------------------------ | --------- | -------------------- |
| 2022 | Festival de Cine de Tribeca   | Mejor largometraje narrativo - Internacional        | Karaoke                        | Nominada  | [ 8 ]                |
| 2022 | Festival de Cine de Jerusalén | Mejor largometraje israelí                          | Karaoke                        | Nominada  | [ 9 ]                |
| 2022 | Festival de Cine de Jerusalén | Mejor ópera prima                                   | Karaoke                        | Ganadora  | [ 9 ]                |
| 2022 | Festival de Cine de Jerusalén | Premio del público                                  | Karaoke                        | Ganadora  | [ 9 ]                |
| 2022 | Premios Ophir                 | Mejor película                                      | Karaoke                        | Nominada  | [ 10 ] [ 11 ] [ 12 ] |
| 2022 | Premios Ophir                 | Mejor director                                      | Moshe Rosenthal                | Nominado  | [ 10 ] [ 11 ] [ 12 ] |
| 2022 | Premios Ophir                 | Mejor actor principal                               | Sasson Gabai                   | Ganador   | [ 10 ] [ 11 ] [ 12 ] |
| 2022 | Premios Ophir                 | Mejor actriz principal                              | Rita Shukron                   | Ganadora  | [ 10 ] [ 11 ] [ 12 ] |
| 2022 | Premios Ophir                 | Mejor actor de reparto                              | Lior Ashkenazi                 | Nominado  | [ 10 ] [ 11 ] [ 12 ] |
| 2022 | Premios Ophir                 | Mejor reparto                                       | Hamotel Zrem-Kastel            | Nominado  | [ 10 ] [ 11 ] [ 12 ] |
| 2022 | Premios Ophir                 | Mejor guion                                         | Moshe Rosenthal                | Nominado  | [ 10 ] [ 11 ] [ 12 ] |
| 2022 | Premios Ophir                 | Mejor fotografía                                    | Daniel Miller                  | Nominado  | [ 10 ] [ 11 ] [ 12 ] |
| 2022 | Premios Ophir                 | Mejor música original                               | Gal Lev & Lior Perla           | Ganadores | [ 10 ] [ 11 ] [ 12 ] |
| 2022 | Premios Ophir                 | Mejor banda sonora                                  | Vitali Greenspan & Avi Mizrahi | Ganadores | [ 10 ] [ 11 ] [ 12 ] |
| 2022 | Premios Ophir                 | Mejor edición                                       | Defi Perbman                   | Nominado  | [ 10 ] [ 11 ] [ 12 ] |
| 2022 | Premios Ophir                 | Mejor diseño de arte                                | Ado Dolev                      | Nominado  | [ 10 ] [ 11 ] [ 12 ] |
| 2022 | Premios Ophir                 | Mejor diseño de vestuario                           | Yam Brusilovsky                | Nominado  | [ 10 ] [ 11 ] [ 12 ] |
| 2022 | Premios Ophir                 | Mejor maquillaje                                    | Ingrid Siebert                 | Nominada  | [ 10 ] [ 11 ] [ 12 ] |
| 2022 | Festival de Cine de Raindance | Mejor director                                      | Moshe Rosenthal                | Ganador   | [ 13 ]               |
| 2022 | Festival de Cine de Raindance | Mejor guion                                         | Moshe Rosenthal                | Ganador   | [ 13 ]               |
| 2022 | Festival de Cine de Virginia  | Premios de los Programmers - Largometraje narrativo | Karaoke                        | Ganadora  | [ 14 ]               |